# Tabús (programa de televisión)
Tabúes (Tabús en el idioma original que es el catalán) es un programa de entretenimiento de TV3 y El Terrat presentado por el actor David Verdaguer. El programa tiene como objectivo dar visibilidad a colectivos que conviven rodeados de grandes tabúes, para derruirlos. David Verdaguer inicia cada capítulo con la frase " es un programa dónde reiremos con persones de quien no deberíamos reir".
En marzo de 2020 en plena pandémia mundial por coronavirus, se estrenó la primera temporada en TV3, que consta de un total de nueve capítulos distintos, de aproximadamente una hora de duración.

## Desarrollo y funcionamiento del programa
A cada capítulo, el conductor del programa invita a los protagonistas, que suelen ser entre cuatro o cinco, durante una semana en una masía del Empordà (Cataluña). A lo largo de este período, los protagonistas cuentas experiencias y vivencias, algunas de ellas muy personales, y manifiestan también como son tratados o percibidos por la sociedad.
El actor David Verdaguer, junto con el equipo de guionistas del programa, acabada la semana de convivencia, escribe y presenta un monólogo en clave humorística, con la presencia de un público y de los protagonistas de ese monólogo, en la sala La Paloma de Barcelona.
Las imágenes de este monólogo y las de la masía, se van alternando a lo largo del programa combinando así el humor y la empatía humana.

## Temporadas y capítulos

### Primera temporada (2020)
| Fecha de emisión    | Tabú/nombre del capítulo | Duración       | Protagonistas                                 | Audiencia    | Audiencia |
| Fecha de emisión    | Tabú/nombre del capítulo | Duración       | Protagonistas                                 | Espectadores | Cuota     |
| ------------------- | ------------------------ | -------------- | --------------------------------------------- | ------------ | --------- |
| 15 de abril de 2020 | Ceguera                  | 1 hora 10 min. | Maria, Pep, Mercedes y Gabriel                | 612.000      | 23,3 %    |
| 22 de abril de 2020 | Dolencias terminales     | 1 hora 3 min.  | Joan, Sílvia, Pau y Amàlia                    | 490.000      | 18,5 %    |
| 29 de abril de 2020 | Diversidad funcional     | 1 hora 4 min.  | Isabel, Enric, Marisé y Rubén                 |              |           |
| 6 de mayo de 2020   | Pobreza                  | 1 hora 3 min.  | Joan, Omar, Pilar y Guillem                   |              |           |
| 13 de mayo de 2020  | Etnias                   | 1 hora 2 min.  | Bilal, Coumba, Ramia, Santosh y Yutong        | 462.000[1]   | 17,8 %    |
| 20 de mayo de 2020  | Trastornos mentales      | 1 hora 4 min.  | Arturo, Niobe, Xavier y Marina                | 394.000[1]   | 14,8 %    |
| 27 de mayo de 2020  | Obesidad                 | 1 hora 3 min.  | Thaís, David, Mar y Albert                    |              |           |
| 3 de junio de 2020  | LGTBI                    | 1 hora 4 min.  | Silvia, Franciscu, Iolanda, Gorka y Rosa      |              |           |
| 10 de junio de 2020 | Extra Tabúes             | 1 hora         | Escenas inéditas con la aparición de todos/se |              |           |